# أرتورو إثورالدي
أرتورو إثورالدي (بالإسبانية: Arturo Ithurralde)‏ ، من مواليد 6 مارس 1934 ، حكم كرة قدم أرجنتيني دولي سابق.
حكم في بطولة كأس العالم لكرة القدم 1982.

## روابط خارجية
- أرتورو إثورالدي على موقع Soccerway.com (الإنجليزية)